# Игл Крест (Орегон)
Игл Крест (енгл. Eagle Crest) насељено је место без административног статуса у америчкој савезној држави Орегон.

## Демографија
По попису из 2010. године број становника је 1.696.
| Група             | 2000.    | 2010.         |
| Белци             | 0 (0,0%) | 1.600 (94,3%) |
| Афроамериканци    | 0 (0,0%) | 8 (0,5%)      |
| Азијати           | 0 (0,0%) | 16 (0,9%)     |
| Хиспаноамериканци | 0 (0,0%) | 40 (2,4%)     |
| Укупно            | 0        | 1.696         |